# Grotte de la Cascade (Môtiers)
La grotte de la Cascade (aussi appelée grotte de Môtiers) est une cavité située sur le territoire de la commune du Val-de-Travers dans le canton de Neuchâtel.

## Système souterrain
Le système souterrain comporte deux entrées, dites de la Cascade et de la Sourde. Le porche de la Cascade se trouve à la base de la chute d'eau du ruisseau Riaux. L'entrée de la Sourde constitue, quant à elle, la source du ruisseau de la Sourde. Ces deux galeries principales sont reliées par deux siphons souterrains. Elles ont été formées dans le calcaire par des rivières souterraines. La grotte s'est formée à proximité d'une faille géologique entre la couche de molasse aquitanienne et le Portlandien inférieur.
La grotte de la Cascade fait environ 200 m de long et se termine par un siphon. L'exploration de ce dernier, en cours depuis 2010, a permis de découvrir des secteurs importants de galerie submergée. Une partie de la cavité reste encore inexplorée. En 2013, un spéléologue se fait piéger par la montée des eaux dans une galerie submersible après de fortes précipitations.

## Histoire
L'accès facile de la Grotte de la Cascade implique que la grotte était sans doute connue des villageois depuis fort longtemps. Le porche d'entrée à proximité de la chute d'eau offrait à Jean-Jacques Rousseau un cadre naturel où il aimait se retirer durant son séjour à Môtiers entre 1762-1765. Soixante galets en bronze reprenant des citations de l'écrivain rythment la balade du village de Môtiers à la grotte de la Cascade.